# Podagrionella senegalensis
Podagrionella senegalensis är en stekelart som först beskrevs av Jean Risbec 1951.  Podagrionella senegalensis ingår i släktet Podagrionella och familjen gallglanssteklar. Inga underarter finns listade i Catalogue of Life.